# La Naissance de la Vierge (Carracci)
Pour les articles homonymes, voir La Naissance de la Vierge.
La Naissance de la Vierge est un tableau, une huile sur toile de 2,74 × 1,55 mètres du peintre bolonais Annibale Carrache, réalisé entre 1605 et 1609 et conservé au musée du Louvre.

## Historique de l'œuvre
En 1605 : Commandé par Cesare d’Este, duc de Modène, en 1605, la toile ne sera pas livrée par le peintre ; 
En 1609 : Il est probable que la toile se trouve à Rome.
Avant 1633 : Appartenant aux héritiers de Francesco Cantucci, alors évêque du sanctuaire de Lorette, le tableau est présent dans la chapelle Cantucci de la basilique de la Santa Casa, dans les Marches italiennes.
En 1722, on retrouve l’œuvre déplacée dans la salle du Trésor du Palais apostolique de Loreto.
Elle sera ensuite transportée à Rome pour être copiée en mosaïque.
Entre 1772 et 1781 ; la toile est prélevée par les commissaires de la République française et emporté en France en 1797 ; 
Elle est exposée au Musée Central des Arts à partir de 1801 ; 
Laissée au Louvre lors des restitutions de 1815 ; 
Elle est déposée au musée national du château de Compiègne de 1896 à 1954. Pourtant, une Naissance de la Vierge d’Annibale Carrache est bel-et-bien présente au musée de l’Ermitage de Saint-Petersbourg en 1877.

## Description du tableau
Le tableau est une huile sur toile de 2,74 × 1,55 mètres.
Sa structure est celle d’un demi-cercle posé sur un rectangle dont les côté latéraux mesure une fois et demi le diamètre du demi-cercle formant ensemble un arc en plein cintre. Le cercle se divise en deux espaces différents, d’une part, le demi-cercle supérieur de l’espace divin dans lequel Dieu-le-père est allongé vers l’avant soutenu par des anges eux-mêmes reposant sur des nuages, d'où il surplombe de ses bras ouverts le reste de la composition en contrebas ; d’autre part, le demi cercle inférieur dans lequel figurent six des principaux personnages échangeant verbalement deux-à-deux.
Dans le carré inférieur, Marthe tient la Vierge Marie entourées de deux personnages féminins.

## Analyse de l'œuvre

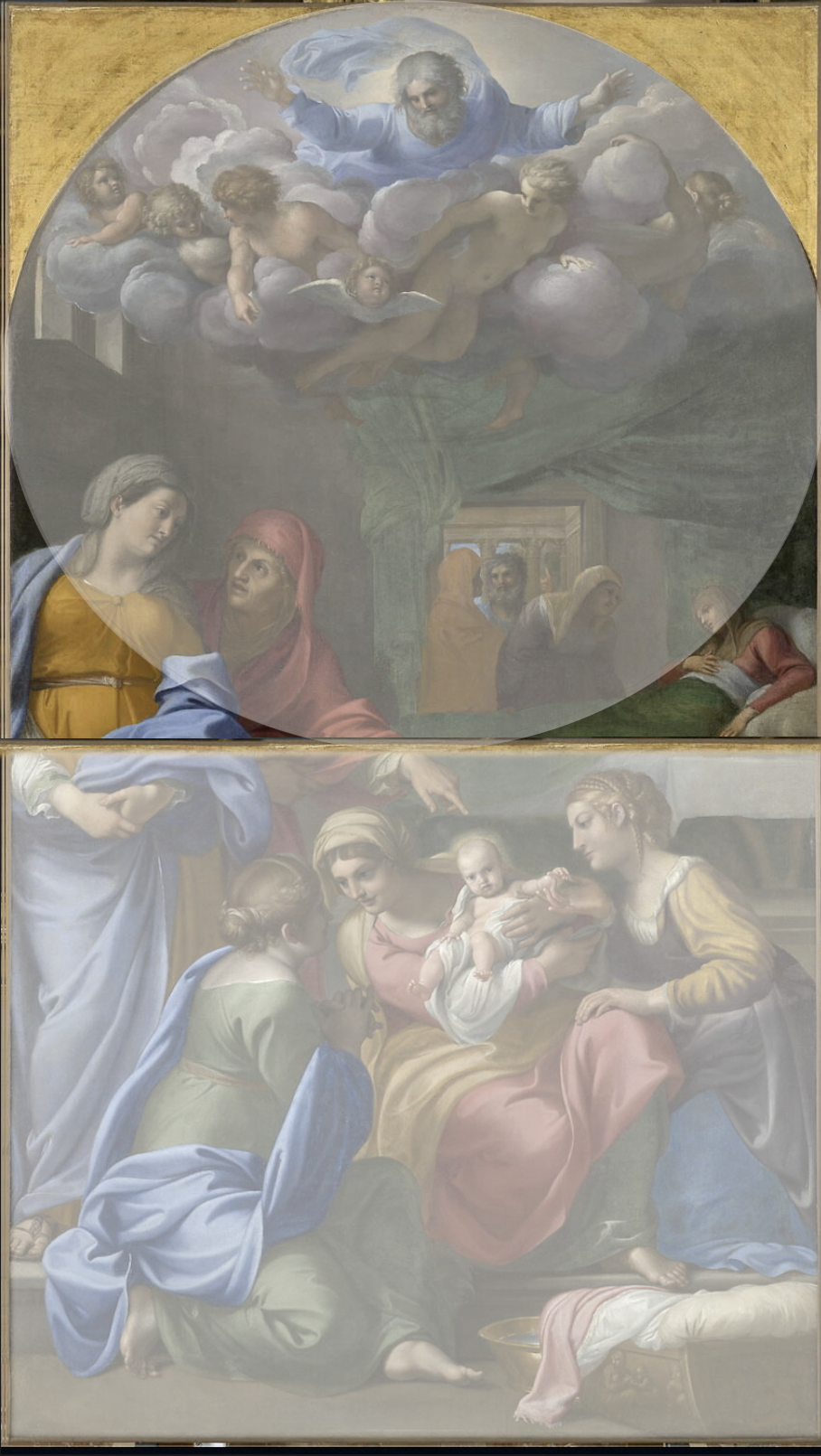
Analyse élémentaire de la structure du tableau de la Naissance de la Vierge par Annibale Carracci qui consiste en un cercle sur un carré.

Comme nombre d’œuvres religieuses ou scènes de genre d’Annibale Carrache, cette Naissance de la Vierge annonce la grande peinture espagnole velazquezienne. On retrouve dans cette composition les prémices de la structure dite baroque de l'« image dans l’image », où la frontière entre le premier plan et le second plan est ambigüe à la manière d’une synthèse entre exigence narrative et fabrication d'icône. L’œuvre annonce  en cela  les Fileuses ou encore les Ménines de Velazquez sans l’introduction espagnole du clair-obscur, qui est, à l’époque de Carrache, la marque de fabrique du Caravage.

## Contexte politique et religieux
Confisquée par les commissaires de la République française, l’oeuvre tirait la légitimité de sa présence dans la basilique de Notre Dame de Lorette par l’extension de la croyance relative à la Santa Casa, à savoir que cette dernière ne fut pas seulement la maison originelle de l'Annonciation, où le Verbe se fit chair, mais il fut considérer que la sainte maison où le Christ vit le jour fut également la maison où la Vierge naquit.
La confiscation de la présente peinture est concomitante des spoliations napoléoniennes et du traité de Tolentino durant lesquels Lorette fut pillée, le sanctuaire de Lorette, alors lieu majeur du pèlerinage marial européen, fut fermé sous scellé, les reliques (manteau, vaisselle) de la Vierge volées par Napoléon lui-même, et la statue de la Madone de Lorette confisquée puis apportée comme trophée lors de l’arrivée des butins de guerre à Paris.
Après cette sévère humiliation exercée sur le sanctuaire renommée des états pontificaux, le régime de Napoléon III tentera de réparer l’affront par l’édification de l’église de Notre-Dame-de-Lorette à Paris. Mais le mal est fait, le terme Lorette est désormais associé, dans l’inconscient collectif et la littérature parisienne, à une femme de mœurs légère échangeant ses services sexuels contre un logis.